# Luigi Mosca
Luigi Mosca. Italiensk kompositör. Född i Neapel 1775 och död den 30 november 1824 i Neapel. Bror till den mer kände Giuseppe Mosca. Han studerade i staden och blev maestro al cembalo 1797 på Teatro San Carlo i Neapel. Nästan alla hans operor är gjorda för Neapel, förutom Gli Amanti volubili för Rom och L'Italiana in Algeri för Milano 1808. Han var inte enbart bunden till teatern, han skrev även kyrkomusik och var en omtyckt lärare. Han åtnjöt mycket popularitet i hemstaden där bland annat hans opera Gli Sposi in cimento återupptogs igen 1805 och 1814. Han kunde återge varje känsla i texten han tonsatte och föregrep mycket av det Rossini skulle skriva, mycket av det man idag anser att Rossini uppfann till exempel crescendo var egentligen allmängods, men han gjorde det så mycket bättre.

## Operor
- L'impresario burlato (Karnevalen 1797 Teatro Nuovo, Neapel)
- La sposa tra le imposture (Våren 1798 Teatro Nuovo, Neapel)
- Un imbroglio ne porta un altro (Hösten 1799 Teatro Nuovo, Neapel)
- Gli sposi in cimento (Karnevalen 1800 Teatro Nuovo, Neapel)
- L'omaggio sincero (Spr. 1800 Real Palazzo, Neapel)
- Le stravaganze d'amore (Hösten 1800 Teatro Nuovo, Neapel)
- Gli amanti volubili (Karnevalen 1801 Teatro dei Fiorentini, Neapel)
- L'amore per inganno (Våren 1801 Teatro dei Fiorentini, Neapel)
- Il ritorno impensato (Karnevalen 1802 Teatro dei Fiorentini, Neapel)
- L'impostore, ossia Il Marcotondo (Sommaren. 1802 Teatro dei Fiorentini, Neapel)
- La vendetta femmina (1803 Teatro dei Fiorentini, Neapel)
- I finti viaggiatori (Hösten. 1807 Teatro dei Fiorentini, Neapel)
- L'Italiana in Algeri (16 augusti 1808 Teatro alla Scala, Milano)
- La sposa a sorte (1811 Teatro dei Fiorentini, Neapel)
- Il salto di Leucade (15 januari 1812 Teatro San Carlo, Neapel)
- L'audacia delusa (Hösten 1813 Teatro dei Fiorentini, Neapel)
- La voce misteriosa (1 september 1821 Teatro Carignano, Turino)

1. ↑  Aaron Swartz, Open Library, Open Library-ID: OL5815937A, läst: 9 oktober 2017.[källa från Wikidata]
2. 1 2  SNAC, SNAC Ark-ID: w65h7d6v, läs online, läst: 9 oktober 2017.[källa från Wikidata]
3. 1 2  International Music Score Library Project, IMSLP-ID: Category:Mosca,_Luigi, läst: 9 oktober 2017.[källa från Wikidata]
4. 1 2 3  arkiv Storico Ricordi, Archivio Storico Ricordi person-ID: 9929, läst: 3 december 2020.[källa från Wikidata]